# Дионизије де Сарно
Дионизије де Сарно Сан Ђорђо (итал. Dionisio de Sarno San Giorgio; Напуљ, 16. фебруар 1856 — Пераст, 16. октобар 1937) био је италијански композитор и дипломата који је живео и стварао у Црној Гори и Србији. Најпознатије његово дело је опера Балканска царица, написана према истоименој драми Николе I Петровића Његоша. Ово дело сматра се првом црногорском националном опером. Упамћен је и по томе што је за само неколико година значајно подигао ниво тамошњег музичког живота.

## Биографија
Дионизије де Сарно потомак је племићке породице из града Сарноа у провинцији Салерно. Први помени породице Де Сарно срећу се међу феудалцима краљице Иване II (1368—1435). Породица је имала, и по мушкој и по женској лози, право на наслов напуљских, односно римских принчева, као и на друге племићке титуле. У породици се јавља низ угледних личности, али је Дионизије једини музичар.
Дионизије де Сарно родио се у Напуљу 16. фебруара 1856. Његов отац Хијацинт (Giacinto), правник и префект напуљске провинције (1860—61), помагао је Гарибалдијев покрет, па је због тога 10. фебруара 1862. на једној вечери отрован. Оставио је за собом четворо деце. Мајка Марија Гаетана повукла се у самостан, а о деци се бринуо тутор. Гарибалди и краљ Виторио Емануеле II су се, по доласку на власт, трудили да се одуже породици без хранитеља давањем војног чина малолетном детету и стипендијама. Али је мајка стипендије одбила. С друге стране, брига тутора за имовину породице предуго је трајала и била неадекватна, па је млади Дионизије одрастао у релативној немаштини.
Упркос несташици новца Дионизије успева да заврши музичке студије, које је започео веома млад. Студирао је клавир и виолину у Напуљу, код добрих педагога, а касније је прешао на конзерваторијум у Фиренци, где је и завршио своје музичке студије. Међутим, тутор му тада саопштава да породичне имовине више нема.
Иако квалификован у својој професији, Де Сарно се нашао у врло тешкој ситуацији. Италија у то доба пролази кроз ратове и тешке кризе на путу свог националног уједињења, што се одражавало и на економску ситуацију у земљи. Према неким изворима, Де Сарно је прво намештење добио 1882. у Трсту, где је био уредник листа Piccolo и у музичкој школи водио класу гудача, али то, из непознатих разлога, није дуго трајало. Тада за њега почиње период незапослености, кад је морао да прихвата и физичке послове. У то време расписан је конкурс за диригента у једном новосаграђеном хотелу у Њујорку. Од 11 европских конкурената изабран је Де Сарно, али баш кад се припремао за одлазак у Сједињене Државе добио је телеграм да је хотел несрећним случајем изгорео.
Непосредно после тога Де Сарно упознаје др Рада Квекића, адвоката из Котора и посланика бечког парламента. Раде Квекић био је врло активан на пољу музичког живота у Котору. Био је члан, а касније и доживотни почасни председник Српског певачког друштва „Јединство”. Он је успео да ангажује Де Сарноа као диригента дувачког оркестра которске општине.
Дошавши 1887. године у Котор, Де Сарно је у Перасту упознао Иду Криловић, девојку из пераштанске племићке породице. Након што је Идином оцу доказао своје племићко порекло, њом се и оженио, 20. октобра 1886. године. Дионизије и Ида имали су шесторо деце.
Године 1893. Де Сарно се сели у Београд, где се бавио углавном конзуларним радом. У Београду је остао све до 1932. године, након чега се вратио у Црну Гору. Док је живео и радио у Београду добио је висока признања и одликовања. Умро је од срчане слабости, у Перасту 16. октобра 1937. године.

### Живот и рад у Котору
У време када је Де Сарно дошао у Котор, још увек је постојала само један градски оркестар, Грађанска музика, који је био на прилично лошем музичком нивоу, с обзиром да су се диригенти често мењали. Он је одмах отпочео са систематским школским радом, како би створи подмладак. Примио је 40 младих ученика од 8 до 14 година и поделио их у две радне групе. То су била деца из свих слојева: занатлијска, радничка и чиновничка. Прву половину године Де Сарно је радио искључиво теорију и солфеђо, док је другу половину године посвети раду са инструментима. На крају таквог једногодишњег рада ученици су могли да се уклопе у которску Грађанску музику. Током свог седмогодишњег живота и рада у Котору, Де Сарно се све време бавио педагошким радом и имао велики број ученика. У својим рукописима наводи да је има 112 ученика. Захваљујући Де Сарновом преданом раду Српско певачко друштво „Јединство” оснива у Котору бесплатну музичку школу за дуваче и за оркестарске свираче. Полазници су морали бити стари најмање 10 година за дуваче, а 8 за гудаче.
Целокупан његов зналачки и енергичан рад довео је до значајног успеха. Квалитет дувачког оркестра је нагло порастао и током седам година Де Сарновог боравка у Котору Грађанска музика је постајала озбиљан оркестар. Наступали су често. Сваке недеље на отвореном простору, најчешће у башти кафане Дојми, као и на излетима, током државних празника, различитих славља и верских празника обе цркве (католичким и православним).
Године 1888. књаз Никола је позвао Де Сарноа да напише оперу и то према либрету који је написао он сам према својој драми Балканска царица. Драма је до тада већ извођена на сцени, још од 1884. на Цетињу, а њеним извођењем је управо 1888. године отворен Зетски дом. Истоимену оперу је Де Сарно завршио 1891. у Котору.

### Живот и рад у Београду
Одлазак Де Сарноа из Котора у Београд, био је пре свега повезан са тешким финансијским стањем которске општине, а вероватно и тадашњим политичким приликама. У мају 1893. у Београду је положио нострификациони испит и 30. маја 1893. постављен је за учитеља Друге београдске гимназије. Међутим, на том месту остаје кратко јер убрзо почиње да се живо бави конзуларним радом. Већ од августа 1894. постављен је за секретара тумача Легације Краљевине Италије у Београду. Између осталог предложио је и учествовао у склапању конкордата између Свете столице и Србије. Нарочито се залагао за трговачке односе између Италије и Србије. Године 1895. био директор једне италијанске школе у Београду, коју су похађала махом деца трговаца, каменорезаца, радника и предузимача. О свом дипломатском раду у Београду Де Сарно је на италијанском издао монографију „Италијани у Србији”.
Иако је у конзуларној служби провео више од 30 година, Де Сарно није успео да добије италијанску пензију. Уместо тога добио је само отпремнину. Почео је да зида вилу у београдском насељу Неимар, али се предомислио и решио да прода имање и врати се у Црну Гору. Године 1932. одлази у Пераст, где и умире, 16. октобра 1937. године.

## Дела
У Де Сарновим делима доминантни су мелодика његове постојбине и узори великих италијанских опера 19. века. Он се окушао и на композицијама већег формата, као што су опере са домаћим садржајима. Поред популарних мотива италијанских опера слободно је користио и локалне напеве и фолклорне мотиве, најприје из Боке, па затим и из других крајева Црне Горе и Србије, односно амбијената у којима се налазио. Нека од дела у којима је обрађивао ове фолклорне теме су: Фантазија на тему Кола светога Трипуна, Рапсодија на славенске мелодије, перашке песме, опере које је компоновао, Црногорска химна, Бранково коло, Солунско коло, бројне пригодне композиције посвећене истакнутијим савременицима и слично. Осим компоновања Де Сарно се бавио и историјом и теоријом музике, а објављивао је и педагошке радове.
- Опера Балканска царица је најзначајније Де Сарново дело. Уједно је то и најобимније његово штампано дело. Објављено је у Трсту, без ознаке године издања, али највјероватније крајем 1891. године. Према подацима на насловној страни, изгледа да се ради о преради већ комплетно написане опере: „Издање удешено за пјевање и гласовир”. Разне ставове из те опере Де Сарно је и на друге начине прерађивао и изводио, између осталог и са дувачким оркестром. оригинална опера у целости никада није изведена, иако постоје подаци да је нуђена Бечу и Београду, али до изведбе није дошло. Комплетна партитура за солисте, хорове и оркестар и прави оперски либрето није сачуван.
- Опера Горде је друга Де Сарнова опера, чији је оригинални рукопис изгубљен. Сачувано је само неколико тема, којима је аутор дао наслов Сјећања из опере Горде, писаних на италијанском језику. Према ауторовој белешци на овом рукопису, опера Горде написана је 1892. године, пред одлазак из Котора. По пресељењу у Београд налазила се у ауторовој приватној библиотеци, у Крунској 15. Током Првог светског рата Де Сарнова резиденција је опљачкана и рукопис ове опере однесен је заједно са другим опљачканим стварима. Ипак, либрето опере је је штампан 1893. у Београду и тако сачуван, а преведен је и на француски језик.[12] Либрето је написао Саво Рачета према приповеци Стефана Митрова Љубише Горде или Како Црногорка љуби.[13]
- Дана je трећa Де Сарновa opera. Оригинални рукопис је, попут Горде, такође нестао у рату, али је сачуван штампани либрето, писан по тексту Стевана Јевтића. Ово дело од 30 страница посвећено је краљици Драги, „узвишеној заштитници лепе књижевности и уметности“. Данас се може рећи да је овај либрето много слабији од претходног.[14]
- Успомена из Пераста је збирка традиционалних перашких песама[15] за коју се верује да ју је Де Сарно прикупљао у почетку само као поклон перашкој општини, због чега је, наводно, уписан у „златну књигу” те општине. Касније је ову збирку објавио у Београду и за њу је награђен.
- Завршна приредба (Un saggio finale) је балет у једном чину за који је, током боравка у Котору, Де Сарно написао музику,  по либрету Сикорског. Балет је са успехом приказиван у Котору. Теме из овог балета је касније више пута обрађивао за свој дувачки оркестар.
- Хорске песме такође се налазе у Де Сарновом опусу. међу њима је Химна Српског пјевачког друштва „Јединство”, која је и данас актуелна.[16] Позната је и Де Сарнова композиција на текст Стева В. Врчевића Амо браћо, која је, према наводима Јова Бућина, певана 24. јуна 1888. године на прослави Српске гарде.[4]
- Солунско коло је једно од дела у којима је обрађивао фолклорне теме Црне Горе и Србије.[17]

### Теоријска и педагошка дела
- Историска потраживања о певању и музици код Срба
- Рјечник — историја музике, рукопис на италијанском и српскохрватском језику
- Рјечник музичара, на италијанском
- Основи музике
- Мелцелов метроном
- Метода за виолину[4]

## Одликовања и признања
У свом плодном дипломатском раду у Београду, нарочито на посредовању између Србије и Италије, Де Сарно је добијао висока признања и одликовања, италијанска, шпанска, румунска, папинска, српска и црногорска. За свој музички рад био је посебно одликован:
- Орден Светог Саве III степена за оперу Балканска царица (1896),
- Орден Таковског крста V степена за збирку традиционалних народних песама Успомена из Пераста,[15]
- Данилов орден IV степена за компоновање црногорске химне.[4][18]